# Kasane
Kasane is een dorp in het district North-West in Botswana. De plaats telt 9008 inwoners (2011).